# Риђогрла трептељка
Риђогрла трептељка (лат. Anthus cervinus) је мала птица певачица која се гнезди на крајњем северу Европе и Палеарктику, са упориштем на северној Аљасци. Риђогрла трептељка је птица селица на велике удаљености, која зимује у Африци и југоисточној Азији и западној Аљасци у Северној Америци. Луталица је у западној Европи.

## Таксономија
Риђогрлу трептељку је формално описао Питер Симон Палас 1811. године у својој "Zoographia Rosso-Asiatica, sistens omnium animalium in extenso Imperio Rossico".Научно име је из латинског језика. Генеричко име Anthus је име за малу птицу травнатих подручја, а специфично епитет cervinus значи „јеленске боје“, од cervus, „ јелен “.

## Опис
Риђогрла трептељка је мала трептељка, чија се одрасла јединка лако препознаје током сезоне гнежђења по цигла црвеном лицу и грлу. У зимском перју, ово је врста неупадљивог изгледа, јако прошарана смеђом бојом одозго, са беличастим пругама на плашту и црним ознакама на белој позадини одоздо. Веома је слична ливадској трептељки (Anthus pratensis), а у јесен много подсећа на шумску трептељку (Anthus trivialis), али има потпуно пругастији изглед због већег броја пруга на капи, леђима, боку, сапима и грудима. Лет риђогрле трептељке је снажан и директан, и она испушта карактеристично оглашавање "псии" док лети.

## Понашање
Риђогрла трептељка је пореклом из бореалних региона Северне Европе и Азије. Станиште за гнежђење је отворени предео, укључујући планине, мочваре и тундру. Гнездо гради на земљи, често поред бусенова траве, на неравном травњаку или на хумци у мочвари. Направљено је од сувих трава и шаше са меком облогом од ирвасове длаке или паперја. Женка полаже четири до шест јаја и инкубира их скоро две недеље. Младунци добијају комплетно перје и спремни су да напусте гнездо око 12 дана касније. Риђогрла трептељка је инсектојед, као и њени сродници, али се храни и семенкама.

## Статус
Риђогрла трептељка има веома велики ареал, а процењује се да глобална популација броји око два милиона јединки. IUCN је оцењена као најмање угрожени таксон, јер се верује да је њена популација стабилна и да се не суочава са посебним претњама. 

## Галерија
- Риђогрла трептељка Суецки залив
- Риђогрла трептељка Тумама, Саудијска Арабија